# Мосульский конфликт

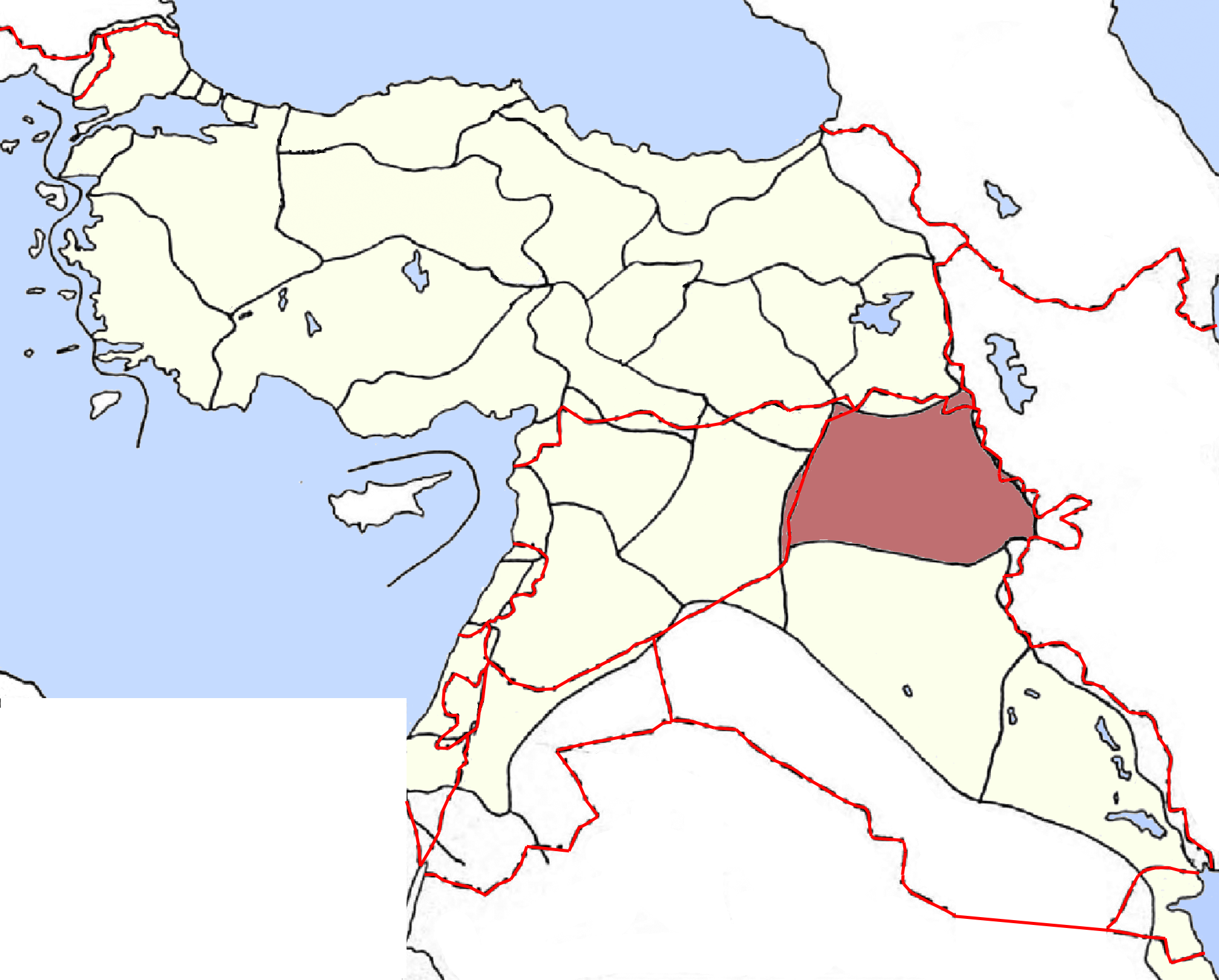
Вилайет Мосул в 1914 году, с наложением современных границ поверх

Мосульский конфликт (1918—1926) — территориальный спор между Великобританией и Турцией по вопросу о принадлежности нефтеносного района Мосул, входившего до Первой мировой войны вместе с районами Киркук, Эрбиль и Сулеймания в состав Мосульского вилайета Османской империи.

## Предыстория вопроса
Нефтяной район Мосул до 1909 года считался султанской собственностью. Во время младотурецкой революции Мосул был конфискован. В 1918 году Турция после поражения в Первой мировой войне, опасаясь потерять Мосул, вернула собственность на него наследникам турецкого султана Абдул-Гамида.
После окончания войны Мосульский вилайет был оккупирован британской армией. В начале ноября 1918 года английские войска, нарушив границу, существовавшую в момент подписания Мудросского перемирия, заняли город Мосул и Мосульский вилайет. Англия стремилась обеспечить за собой чрезвычайно важные стратегические позиции этого района, а также его крупнейшие нефтяные богатства.
По соглашению Сайкс — Пико 1916 года зона Мосула отходила к Франции, но в 1919 году англичане вынудили французов отказаться от Мосула взамен признания их прав на Сирию (либо на обещание передать Франции Киликию). Это было подтверждено на конференции держав Антанты в Сан-Ремо и в англо-французской конвенции от 23 декабря 1920 года.

## Лозаннская конференция
Согласно Севрскому мирному договору 1920 года, Мосул был включён в состав Ирака — подмандатной территории Великобритании, однако образовавшееся в Анкаре правительство Великого национального собрания во главе с Кемалем Ататюрком не признало договора и потребовало сохранения за Турцией всех земель в пределах границ, существовавших в момент заключения Мудросского перемирия 1918 года. Для Турции Мосул был важен не только как нефтяной район, но и как стратегический пункт: он являлся ключом к Курдистану. Решение вопроса осложнял конфликт интересов между нефтяными компаниями «Turkish Oil Company» (главным акционером которой был лорд Керзон) и «Standard Oil» (США).
На Лозаннской конференции 1922—1923 года турецкая и британская делегации не смогли прийти к согласию по этому вопросу. Стороны пользовались аргументами, опирающимися на национальный состав населения района. Турки утверждали, что из 503 тыс. населения, не считая кочевников-бедуинов, 281 тыс. составляли курды, 146 тыс. — турки, 43 тыс. — арабы, 31 тыс. — немусульмане. Считая курдов нацией туранского происхождения, турецкие переговорщики утверждали, что турецкая часть населения Мосула составляет 85 %. Англичане исчисляли население Мосула в 785 тыс., из них 454 тыс. курдов, 185 тыс. арабов, 65 тыс. турок, 62 тыс. христиан и 16 тыс. евреев. Курдов англичане считали народом иранского происхождения — таким образом, по их расчётам, турки составляли лишь одну двенадцатую часть всего населения Мосула.
В результате, в статье 3 Лозаннского договора было включено постановление о том, что «границы между Турцией и Ираком будут полюбовно определены между Турцией и Великобританией в 9-месячный срок. При отсутствии согласия спор будет внесён в Совет Лиги наций». Фактически это было победой Кёрзона, так как предрешало утрату Мосула Турцией.

## Решение Лиги Наций
После того как переговоры 1924 года в Стамбуле (Стамбульская конференция 19 апреля — 5 июня 1924 года) также не дали результата, Великобритания передала мосульский вопрос на рассмотрение Лиги Наций 10 августа 1924 года.
29 октября 1924 года Совет Лиги Наций в Брюсселе вынес решение об установлении в качестве демаркационной линии между Ираком и Турцией так называемой «Брюссельской линии» — фактической границы, существовавшей на 24 июля 1923 года — день подписания Лозаннского мирного договора. Таким образом, Мосул оставался в пределах Ирака. Одновременно Совет Лиги наций образовал комиссию в составе представителей Швеции, Бельгии и Венгрии для изучения вопроса на месте. Доклад комиссии, заслушанный в октябре 1925 года, носил двойственный характер. Признавая, что у Ирака нет никаких юридических прав на Мосул, комиссия вместе с тем, исходя из «потребностей нормального развития» Ирака, рекомендовала в случае оставления на последующие 25 лет мандата Лиги наций над Ираком, присоединить Мосул к Ираку.
16 декабря 1925 года Совет Лиги наций вынес решение, устанавливающее границу между Турцией и Ираком в основном по Брюссельской линии. Англии был дан 6-месячный срок для заявления о своём согласии продлить мандат на Ирак на 25 лет и предлагалось заключить с Турцией соглашение об экономических отношениях и о статусе Мосула. Привлекательная возможность включения Мосула в состав Ирака склонила даже наиболее крайних иракских оппозиционеров на продление английского мандата сроком на 25 лет, о чём и был подписан (13 января 1926 года) соответствующий англо-иракский договор.

## Договор в Анкаре
Мосульский вопрос чрезвычайно обострил англо-турецкие отношения. Англия неоднократно демонстрировала своё намерение разрешить вопрос о Мосуле вооружённым путём. Уступая давлению западных держав, турецкое правительство пошло на уступки англичанам. Под давлением западных держав Турция 5 июня 1926 года подписала в Анкаре договор с Великобританией и Ираком, по которому признала «Брюссельскую линию» (с небольшими коррективами). За это Турции предоставлялось право в течение 20 лет получать 10 % доходов иракского правительства от мосульской нефти либо получить денежную компенсацию в сумме 500 тысяч фунтов стерлингов.